# Paolo Ballada di Saint Robert
Paolo Ballada di Saint Robert (Verzuolo, 10 giugno 1815 – Torino, 21 novembre 1888) è stato un militare, alpinista ed entomologo italiano. Insieme a Quintino Sella e Bartolomeo Gastaldi fondò il Club Alpino Italiano, del quale fu anche direttore. Importante promotore della cultura scientifica, tecnologo e militare tra i migliori del suo tempo, seppe unire scienza pura, scienza applicata, arte ed interessi sociali in una sintesi tra le più elevate. A lui va il merito di aver mantenuto alto all'estero il prestigio scientifico del Regno d'Italia

## Biografia
Paolo di Saint Robert nasce a Verzuolo (CN) il 10 giugno del 1815 dal conte Ignazio Ballada e da Luigia Cavallero. 
Il titolo di conte di San Roberto risale all'11 marzo 1773, data dell'investitura del luogo di Laux presso Usseaux, da denominarsi Saint Robert e il primo ad essere insignito del titolo fu l'avvocato Paolo Michele.
La carriera militare inizia molto presto: all’età di 11 anni entra all’Accademia Militare di Torino e a soli 20 anni consegue il grado di luogotenente di Artiglieria e Genio di Torino. Professore di balistica nella scuola di applicazione di artiglieria e genio, maggiore alla fine del 1848, fu segretario al Congresso permanente d'artiglieria e poi direttore della fabbrica polveri di Torino (1850) e del polverificio di Genova (1854), ove rimase con la promozione a tenente colonnello, avvenuta nel 1855. Nel 1857, dopo breve permanenza a Fossano quale direttore di quel polverificio, lascia la carriera militare per dedicarsi completamente ai preferiti studi sulla fisica e sulle scienze naturali.
Fu socio corrispondente (1871) e nazionale (1878) dell'Accademia nazionale dei Lincei, e inoltre dell'Accademia delle Scienze di Torino, della Società italiana delle Scienze, detta dei XL, e socio nazionale corrispondente del Regio Istituto Lombardo.

### Gli studi
È nel 1857, all’età di 42 anni, che lascia la carriera militare per dedicarsi pienamente ai suoi studi. Alcuni di questi studi rimangono legati all’ambito militare, si annoverano ad esempio i suoi lavori sull’artiglieria e sulla balistica. Compie ricerche sulle polveri piriche, sulla loro composizione chimica, sui metodi di fabbricazione, sui fenomeni connessi all’esplosione e alla traiettoria dei proiettili. Questi studi gli valsero il titolo di fondatore della scienza del tiro dell’artiglieria moderna e la citazione tra gli allievi più bravi dell’Accademia Militare di Torino, insieme al Conte di Cavour, Alfonso Lamarmora, Alessandro della Rovere e Giovanni Cavalli.
Gli altri studi a cui si dedica, riguardano l’Analisi matematica, la Meccanica e le Scienze fisiche. Tra questi annoveriamo gli studi sulla termodinamica, di cui può essere considerato il maggior studioso italiano del tempo (i primi studi sulla termodinamica iniziarono nei primi decenni dell’Ottocento).
Tra i più attivi nel rifondare l’ipsometria, negli anni ’60 del XIX secolo, a lui va il merito di aver mantenuto alto in Inghilterra e in Francia, il prestigio scientiﬁco Regno d’Italia da poco nato.
I suoi studi sull’ipsometria vengono da lui stesso concepiti e controllati attraverso osservazioni dirette durante le sue escursioni in montagna. 
Appassionato alpinista, compì infatti molte escursioni e ascese, fra cui la prima eseguita da italiani del Monviso (12 agosto 1863), fornendo interessanti descrizioni illustrate con vedute e carte topografiche, corredate con l'elenco delle piante e degli insetti colà raccolti. Amico di Quintino Sella (fondatore del C.A.I) e di Bartolomeo Gastaldi, fondò assieme ad essi, nel 1863, il Club alpino italiano di cui fu anche direttore.
Seguirono escursioni al Monte Ciamarella nel 1867 e al Gran Sasso nel 1871.
Alla montagna è legato anche lo studio della flora. Per molti anni si occupò con passione di botanica, raccogliendo un importante erbario, ricco di piante rarissime e stupende, tra cui la Saxifraga florulenta (specie erbacea delle Saxifragaceae) ritrovata nelle Alpi marittime.
Con l’aiuto dell’astronomia e della matematica capisce l’esatto significato di una terzina della Divina Commedia (Purgatorio, I, 22-24) e spiega come Dante Alighieri faccia riferimento ad una costellazione in particolare, “la Croce del Sud”.

### Gli ultimi anni
Nel 1878 il Paolo di Saint Robert, a 63 anni, si ritira in una casa di campagna a Castagnole delle Lanze (in provincia di Asti). È in particolare in questi anni della sua vita che dimostra la sua passione per l’entomologia. Dai racconti che si tramandano si apprende che il conte pagava i ragazzini che gli portavano degli insetti.
Formò infatti una ricca collezione di insetti, specie di coleotteri, sapientemente catalogata.
Qui, nel 1880, fa costruire una torre alta 14 metri dalla quale è possibile ammirare l’intera catena alpina, dal Monte Rosa alle Alpi Marittime.
Nel 1884, ormai infermo, si trasferisce definitivamente a Torino dove muore il 21 novembre del 1888.

## Curiosità
A Castagnole delle Lanze vi è un museo dedicato al conte Paolo Ballada di Saint Robert, mantenuto grazie all'impegno dell'Associazione culturale Torre del conte Paolo Ballada di Saint Robert, nata nel maggio del 2012.
È stato allestito nella torre panoramica, fatta erigere dallo stesso conte. La torre è ubicata nel centro storico del paese, nel Parco della Rimembranza.
Lungo il parco e nella torre, l'Associazione ha disposto molteplici pannelli informativi che illustrano le tappe più significative della sua vita.